# Лиса, Перси
Карлос Перси Лиса Эспиноса (исп. Carlos Percy Liza Espinoza; род. 10 апреля 2000, Чимботе, Анкаш) — перуанский футболист, нападающий клуба «Маритиму» и сборной Перу. 

## Клубная карьера
Лиса — воспитанник клубов «Хосе Галвес», «Депортиво Хосе Олайя», «Академия СидерПеру», «Универсидад Сан-Педро» и «Спортинг Кристал». 6 апреля 2019 года в матче против «Аякучо» он дебютировал в перуанской Премьере в составе последнего. 20 ноября 2020 года в поединке против «Университарио» Перси забил свой первый гол за «Спортинг Кристал». По итогам сезона он помог клубу выиграть чемпионат. 5 мая 2022 года в матче Кубка Либертадорес против чилийского «Универсидад Католика» Перси забил гол. 
В 2022 году Лиса был арендован португальским «Маритиму». 23 октября в матче против «Ароки» он дебютировал в Сангриш лиге. 25 февраля 2023 года в поединке против «Санта-Клары» Перси забил свой первый гол за «Маритиму». 

## Международная карьера
20 ноября 2022 года товарищеском матче против сборной Боливии Лиса дебютировал за сборную Перу. 

## Достижения
Клубные
 «Спортинг Кристал»
- Победитель перуанской Примеры — 2020